# Wróblew (Sieradz)
Pour les articles homonymes, voir Wróblew.
Wróblew est une localité polonaise, siège de la gmina de Wróblew, située dans le powiat de Sieradz en voïvodie de Łódź.